# Шишонков, Василий Кузьмич
Василий Кузьмич Шишонков (17 марта 1911, с. Копасово, Симбирская губерния, Российская империя — 13 октября 1993, Новгород, Россия) — советский хозяйственный, государственный и партийный деятель.

## Биография
Родился в 1911 году в селе Копасово. Член ВКП(б).
С 1930 года — на хозяйственной, общественной и политической работе. В 1930—1980 гг. — техник-землеустроитель, прораб-топограф Самарского Госземтреста, в РККА, помощник 1-го секретаря Коми областного комитета ВКП(б), заведующий Промышленным отделом Коми областного комитета ВКП(б), 2-й секретарь Сыктывкарского городского комитета ВКП(б), 1-й заместитель председателя СМ Коми АССР, инструктор Отдела партийных, профсоюзных и комсомольских органов ЦК ВКП(б), секретарь Новгородского областного комитета КПСС, заместитель председателя Бюро ЦК КП Казахстана по северным областям, секретарь Целинного краевого комитета КП Казахстана, 1-й секретарь Павлодарского областного комитета КП Казахстана, в Новгородском областном комитете народного контроля, председатель Новгородского областного Совета ветеранов войны и труда.
Избирался депутатом Верховного Совета СССР 3-го созыва.
Умер в 1993 году в Великом Новгороде.